# Nižná Rybnica
Nižná Rybnica – wieś (obec) na Słowacji położona w kraju koszyckim, w powiecie Sobrance. Pierwsze wzmianki o miejscowości pochodzą z 1333 roku.
Według danych z dnia 31 grudnia 2012 roku, wieś zamieszkiwały 423 osoby, w tym 218 kobiet i 205 mężczyzn.
W 2001 roku rozkład populacji względem narodowości i przynależności etnicznej wyglądał następująco:
- Słowacy – 99,03%
- Romowie – 0,24%
- Ukraińcy – 0,24%

Ze względu na wyznawaną religię struktura mieszkańców kształtowała się w 2001 roku następująco:
- Katolicy rzymscy – 29,44%
- Grekokatolicy – 43,55%
- Ewangelicy – 0,24%
- Prawosławni – 21,9%
- Ateiści – 2,92%
- Przedstawiciele innych wyznań – 0,24%
- Nie podano – 0,24%